# Total Annihilation
Total Annihilation es un videojuego de estrategia en tiempo real para PC de ambientación futurista, creado en 1997 por Chris Taylor y Cavedog Entertainment. Fue el primer videojuego de este género en implementar gráficos 3D en las unidades y el terreno, un paso muy significativo en una época en que las tarjetas gráficas con aceleración 3D aún no eran comunes.

## Argumento
El argumento de Total Annihilation es narrado a través de una voz en off en el modo campaña del juego. El argumento tiene pequeñas diferencias según si el modo campaña se juega en un bando o en otro. 
La trama se centra en el desarrollo de la guerra entre El Núcleo y El Clan...
Nada más ejectutar TA, antes incluso de la aparición del menú principal, el juego cuenta con una introducción donde, como en el modo campaña, una voz en off resume en líneas generales el argumento de este. La transcripción de la introducción es la que sigue:

### Versión en español
Lo que empezó como un conflicto sobre la transferencia de la conciencia de la carne a las máquinas ha acabado en una guerra que ha diezmado millones de mundos. El 'Núcleo' y el 'Clan', han agotado todos los recursos de una galaxia en su lucha por la dominación. Ambas partes ahora detenidas, esperando la reparación del resto de sus ejércitos siguen luchando en los planetas devastados por la guerra, por su odio mutuo alimentado por más de 4000 años de la 'guerra total'. Esta es una lucha a muerte. Para cada bando el único resultado aceptable es la completa eliminación del otro.

### Versión original en inglés
What began as a conflict over the transfer of consciousness from flesh to machines escalated into a war which has decimated a million worlds. The Core and the Arm have all but exhausted the resources of a galaxy in their struggle for domination. Both sides now crippled beyond repair, the remnants of their armies continue to battle on ravaged planets, their hatred fueled by over four thousand years of total war. This is a fight to the death. For each side, the only acceptable outcome is the complete elimination of the other.

## Descripción

### IA y física
La inteligencia artificial del jugador controlado por el ordenador es baja. La máquina no sabe qué unidades son mejores para cada mapa y produce todo tipo de unidades, provocando a veces escenarios absurdos como mapas con algún pequeño lago lleno de barcos que no pueden hacer nada. Esto no se puede arreglar ajustando el nivel de dificultad ya que haciendo esto simplemente se consigue que la máquina produzca más unidades y los ataques sean más frecuentes.
La máquina suele controlar con habilidad las unidades, pero no sabe utilizar las de construcción y reparación para aprovechar recursos disponibles o limpiar caminos llenos de chatarra, y esto da una pequeña ventaja al jugador humano.
La física del juego es en general muy buena, reproduce trayectorias reales, la inercia, el momento, los daños colaterales. El terreno de juego es en 3-D

### Multijugador
Más de 10 jugadores pueden jugar simultáneamente una partida multijugador. No obstante, los servidores originales dónde se realizaban las partidas online a través de internet han sido ya cerrados.
En las partidas multijugador hay algunas opciones que en las partidas contra la máquina no se permiten como es variar el número máximo de unidades que se pueden tener (en una partida normal son 200 unidades aunque mediante un parche posterior el número podía aumentar hasta 250).
pero más tarde, aún se consiguió parchear para un máximo de 1000, como los mapas suelen ser tan grandes, se consiguió poner hasta 5000

### Interfaz
La interfaz del juego fue diseñada para minimizar el número de pequeñas acciones que el usuario debía realizar y hacerlas automáticas.
El usuario puede construir unidades y crear colas de construcción para así no estar constantemente encima, puede también crear en el mapa rutas que las unidades seleccionadas debían seguir o dar órdenes para que otras unidades defiendan un edificio. También se pueden crear unidades que se dedican a reparar a otras de forma automática.

### Unidades
Total Annihilation es un juego muy completo también en sus unidades, no solo cuenta con unidades terrestres, sino también con unidades navales y unidades aéreas, eso hace que la experiencia de juego sea completa y también que se puedan crear un sinfín de tácticas y estrategias para arruinarle la vida al contrincante.
Dentro de cada tipo de unidades (terrestres; aéreas y navales) hay gran cantidad de modelos, esto quiere decir que tendremos cientos de ideas para atacar, defender, resistir, distraer, etc.

### Recursos
Los recursos que existen en el juego son dos: Energía y Metal.
Para ambos recursos se tiene una capacidad de almacenamiento que no puede ser superada, por tanto al alcanzar ese límite se pierden recursos por lo que el jugador debe construir estructuras para aumentar los recursos que puede tener disponibles.
Tanto para el metal como para la energía existen dos índices, uno de producción y uno de consumo, a diferencia de otros juegos cuando se construye no se consumen los recursos de forma inmediata sino que se gastan con un índice preestablecido, por lo que el jugador tiene que estar muy pendiente de sus índices recogida y consumo de recursos porque puede quedar completamente estancado y en desventaja con sus contrincantes que hayan tenido mejor microgestión.
Otro punto a tener en cuenta es que se pueden pausar o apagar los edificios cuando se requiera lo que ayuda a gestionar nuestros índices de consumo en todo momento del juego.

### Mods
Lor archivos del juego se pueden modificar con relativa facilidad para añadirle nuevos elementos tales como nuevas unidades, armas, misiones, mapas, etc.
Existen las modificaciones oficiales, parches, nuevas unidades, etc. Pero sobre todo, en relación con Total Annihilation hay una numerosa comunidad de usuarios que han realizado sus propias modificaciones para mejorar la experiencia en el juego.

### Banda sonora
El juego tiene una banda sonora original, compuesta por Jeremy Soule e interpretada por la orquesta Sinfónica de Northwest. La música cambia de acuerdo las acciones del campo de batalla. Durante el combate suena una música fuerte y abrumadora, en cambio cuando el ambiente en el juego es más relajado suena una música mucho más tranquila.

## Premios
Esta es la lista completa de los premios recibidos por el juego:
- The number one Real-Time Strategy Game of all time (top 10 list), Gamespy 2004
- Best Game of All Time, PC Games 1998
- Gamer's Choice Award, Best Real-Time Strategy Game, PC Gamer
- 1998 Blister Award Winner, "Best Strategy Game of 1997", Electric Playground
- 1997 Game of the Year, GameSpot
- Best Strategy Game of 1997, GameSpot
- Best Multiplayer Game 1997, GameSpot
- Best Music 1997 GameSpot
- Included in Gamespot's "Greatest Games of All Time" Feature
- 1997 Game of the Year, GameSpot Reader's Choice Awards
- 1997 Best Strategy Game, GameSpot Reader's Choice Awards
- 1997 Best War Game, Happy Puppy's Golden Fire Hydrant Award
- 1997 Best Strategy Game, PC Guru Magazine, Hungary
- Best RTS Game, GAME. EXE Magazine, Rusia 1998
- Best Game of the Year 1997, PC Soulces, Francia
- Silver Trophy Award, PC Magazine Loisirs, France
- Top Game Award for Five Consecutive Months, PC Jeux France
- Best RTS Game 1997, Reader's Choice Award, PC Gamer Online
- Best Real-Time Strategy Game 1997, The Adrenaline Vault
- Best Strategy Game 1997, Reader's Award, Games Domain
- 1997 Game of the Year, CompuNews
- 1997 Best Sound/Music, GamePen
- Best Strategy Game of 1997, Gamezilla.com
- Game of the Year, Game Review Central
- Best Real-Time Strategy Game of 1997, Ultra Game Players Magazine
- CG Choice Award, Computer Gaming World, 1998
- Best of the Best A+ Award, PC Games 1998
- Family PC Tested-Recommended, Family PC 1998
- Stamp of Approval, Computer Games Strategy Plus
- Editor's Choice Award 1997, Online Gaming Review
- Special Achievement in Music 1997, Online Gaming Review
- Best Game of the Year 1997, Honorable Mention, Online Gaming Review
- Best Game of 1997, Reader's Knockout Poll Award, Games Domain Review
- Best PC Game of 1997, Video Games Palace
- Gaming Product of the Year 1997, MeccaWorld
- Best Strategy Game of 1997, Gamesmania
- Gold Player Top-Rated 5 Star Award, PC Games Alemania
- Gold Award, PC Action Germany
- Top Rated 5 Star Award 1997, PC Gaming World UK
- Platin Award, PC Power
- Innovation in Gaming Award 1997, PC Review
- Editor's Choice Award, Game Worlds Network
- Editor's Choice Award, Gaming Age
- Editor's Choice Award 1997, All About Games
- Awesome! Award 1997, Game Briefs
- Killer Game Award 1997, The Cheater's Guild
- OGR Preferred Award, Online Gaming Review
- X-Picks Dazzler for 1997, Gamecenter
- Hot! 4 Star Award, GAMERZedge
- Hands-On Award, PC GamePro
- Editor's Pick Award 1997, GameSpot
- Buy Now! Award, San Francisco Guardian Plug & Play
- Star Player Award, Games Machine
- GamePower's 4-Lightning Bolt Award 1997
- GamePen's Best of E3 Award 1997
- Top 12 Games of Autumn, PC Games Europe
- Hot Property Award 1997, MeccaWorld

## Expansiones y secuelas
Hubo dos expansiones de Total Annihilation; la primera Total Annihilation: The Core Contingency fue lanzada el 30 de abril de 1998 y la segunda Total Annihilation: Battle Tactics el 30 de junio de 1998.
En 2007 salió a la venta el juego que se considera su sucesor espiritual, Supreme Commander, desarrollado como Total Annihilation por Chris Taylor.

## Plataformas
- Microsoft Windows
  - Windows 95
  - Windows 98
  - Windows Me
  - Windows NT 4.0
  - Windows 2000
  - Windows XP
  - Windows XP x64
  - Windows Server 2003
  - Windows Vista
  - Windows 7
- Macintosh (PowerPC)
- Funciona bien en versiones recientes de Wine (detalles) (en inglés)
- Funciona casi a la prefeción en Cedega

## Equipo de desarrollo
Los principales responsables de realizar Total Annihilation  fueron las siguientes personas:
- Coordinador-jefe, diseño, programación: Chris Taylor
- Dirección artística: Clayton Kauzlaric
- Productor asistente: Jacob McMahon
- Programación: Jonathan Mavor, Jeff Petkau, Brian W. Brown
- Diseño adicional: Ron Gilbert, Jacob McMahon, Richard W. Smith
- Compositor de la música: Jeremy Soule
- Productor: Ron Gilbert
- Jefe de diseño: Nathan Doster
- Supervisor de animación: Kevin Pun
- Producción: Lawton Watkins
- Guion: David Grossman